# Tabú (película)
Tabú (título original: Tabu: A Story of the South Seas) es una película dirigida por el director alemán F.W. Murnau en 1931, durante su etapa estadounidense, y rodada en Tahití. Fue la última película dirigida por Murnau, que moriría una semana antes de su estreno. En 1994, la película fue considerada «cultural, histórica y estéticamente significativa» por la Biblioteca del Congreso de Estados Unidos y seleccionada para su preservación en el National Film Registry.

## Producción
La película comenzó siendo un proyecto codirigido por Murnau y el documentalista Robert Flaherty, que ya había rodado dos películas anteriores ambientadas en los Mares del Sur: Moana (1926), rodada en Samoa, y Sombras blancas de los Mares del Sur, en Tahití. Flaherty, sin embargo, se retiró de la producción por no estar de acuerdo con las exigencias de la productora, la Paramount, que pretendía que la película fuese protagonizada por estrellas de Hollywood y discrepancias con Murnau.

## Premios
4.ª ceremonia de los Premios Óscar
| Categoría        | Persona      | Resultado |
| ---------------- | ------------ | --------- |
| Mejor fotografía | Floyd Crosby | Ganador   |

National Board of Review
| Reconocimiento              | Candidata | Resultado |
| --------------------------- | --------- | --------- |
| Diez mejores filmes del año | Tabú      | Incluida  |